# Cmentarz przy ul. Pośpiecha w Katowicach
Cmentarz przy ul. Pawła Pośpiecha w Katowicach – rzymskokatolicki cmentarz parafialny parafii św. Józefa, zlokalizowany w Katowicach przy ulicy P. Pośpiecha, we wschodniej części dzielnicy Załęże. Założony został pod koniec XIX wieku.

## Historia

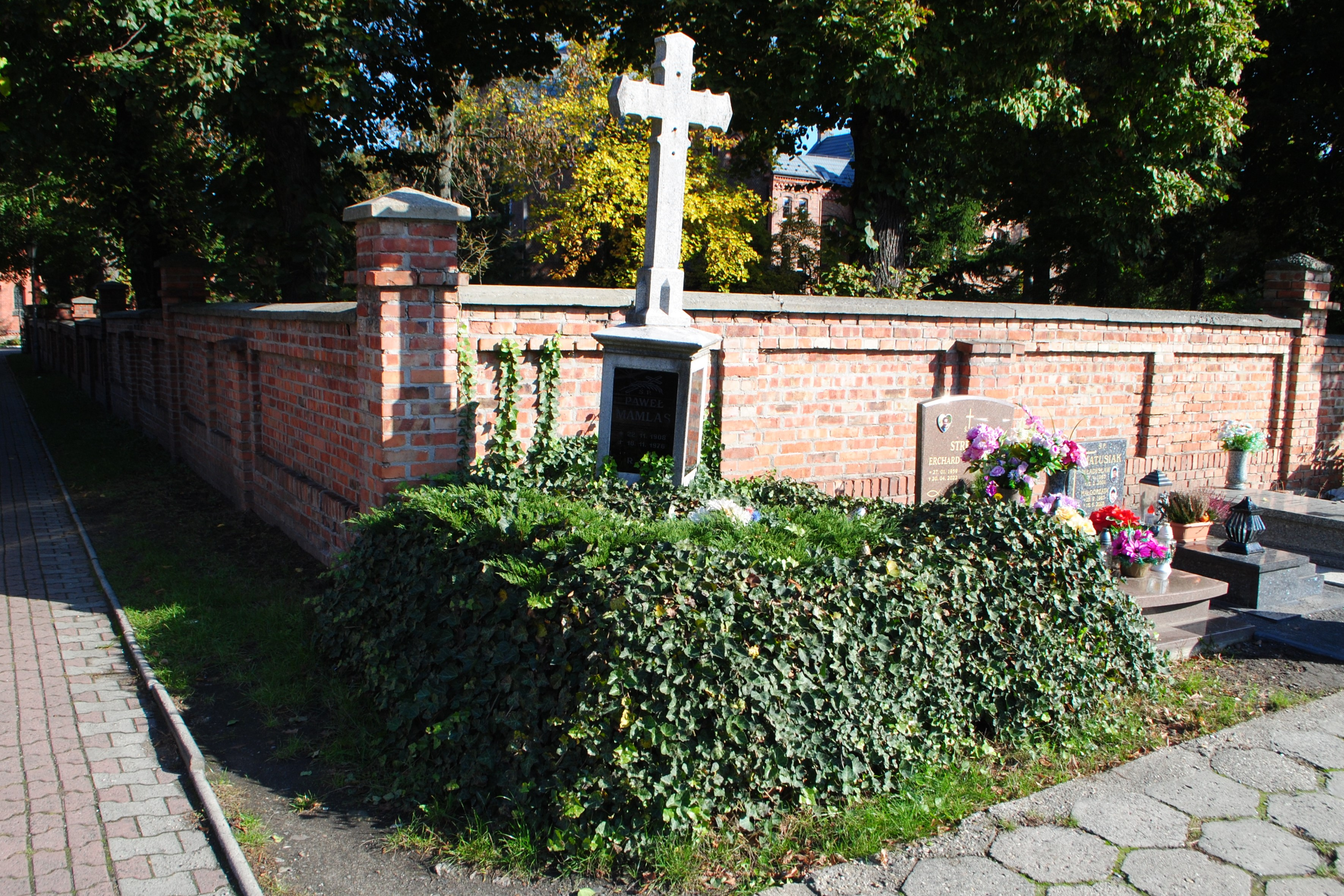
Nagrobek przy głównym wejściu na załęski cmentarz (2024)

Mieszkańcy Załęża pierwotnie przynależeli do parafii św. Szczepana w Bogucicach, dlatego też na tamtejszym cmentarzu parafialnym chowano zmarłych mieszkańców. Pierwsze plany powstania kościoła i cmentarza na górce w Załęskiej Hałdzie powstały w 1855 roku z inicjatywy ks. Leopolda Markiefki i ówczesnego właściciela Załęża – Ernesta Georges de la Tour, jednak nie zrealizowano ich ze względu na brak poparcia finansowego przez potentatów finansowych z terenów planowanej parafii.
W nocy z 3 na 4 marca 1896 roku doszło do pożaru w kopalni „Cleophas”, w wyniku którego życie straciło ponad stu górników. W czasie pogrzebu proboszcz bogucicki ks. Ludwik Skowronek złożył ślubowanie zbudowania w Załężu kościoła pw. św. Józefa, patrona dobrej śmierci. Parcelę pod załęski cmentarz zakupiono w 1894 (bądź 1898) roku wraz z terenem planowanym na kościół parafialny oraz budynek plebanii, o powierzchni 3,34 ha. 27 grudnia 1895 roku kard. Georg von Kopp zaakceptował plany. Cmentarz założono około 1898 roku.
W latach międzywojennych kopalnia „Kleofas” ufundowała nagrobki górników, którzy stracili życie w różnych katastrofach górniczych. W latach 1943–1945 cmentarzem zarządzały władze miejskie.

## Charakterystyka
Cmentarz parafialny parafii św. Józefa w Katowicach-Załężu położony jest przy ulicy P. Pośpiecha w Katowicach, pomiędzy kościołem parafialnym a linią kolejową nr 137, na terenie dzielnicy Załęże. Obsługuje on również parafie śś. Cyryla i Metodego w Załęskiej Hałdzie i Podwyższenia Krzyża Świętego i św. Herberta na osiedlu W. Witosa (osobny cmentarz drugiej z tych parafii poświęcono 5 czerwca 2023 roku). 
Załęski cmentarz o powierzchni 2,0815 ha wzniesiony jest na planie trapezu, otoczony ogrodzeniem ceglanym pełnym. W połowie wysokości cmentarz przecina główna aleja, a kwatery wyznaczają alejki boczne, przecinające się pod kątem prostym. Przy głównej alejce znajdują się nagrobki górników, którzy stracili życie w różnych katastrofach kopalnianych. Na skrzyżowaniu alejek znajduje się krzyż z figurą Chrystusa na cokole ze sztucznego kamienia, w którym znajduje się nisza z figurą Matki Bożej, a pod spodem napis: Jam jest zmartwychwstanie i życie. Znajduje się tu także Grób Dzieci Utraconych.
W 2010 roku cmentarz składał się z około 5,4 tys. nagrobków, a od czasu otwarcia odbyło się do tego czasu blisko 12,3 tys. pochówków. Średnia roczna liczba pochówków na rok wynosi 200. Najstarszy istniejący nagrobek pochodzi z 1902 roku, a na murze cmentarza umieszczono tablice nagrobne Włochów (m.in. rodziny Petruccio). 

## Pochowani
Spoczywają tu m.in.:
- Franciszek Anioł (1895–1910) – działacz narodowy[11][12],
- Konrad Bryzek (1921–1976) – skrzypek i dyrygent[3][13],
- Paweł Chrószcz (1900–1983) – powstaniec śląski, działacz „Sokoła”, w okresie okupacji niemieckiej i po jej zakończeniu działacz Armii Krajowej[5],
- Henryk Chrupała (1938–2015) – dyrektor Planetarium Śląskiego[14],
- ks. prałat Józef Kubis (1867–1942) – pierwszy proboszcz parafii załęskiej (grób zlokalizowano przy krzyżu cmentarnym)[3][15],
- Matylda Ossadnik-Ogierman (1917–1997) – gimnastyczka, najmłodsza uczestniczka Igrzysk Olimpijskich w Berlinie w 1936 roku, sędzia sportowy międzynarodowy, trenerka[16],
- Iwona Rutkowska (1955–2019) – artystka muzyczna[17][18],
- Stanisław Sapa (1903–1963) – działacz młodzieżowy i pionier harcerstwa w Katowicach[19].

## Galeria

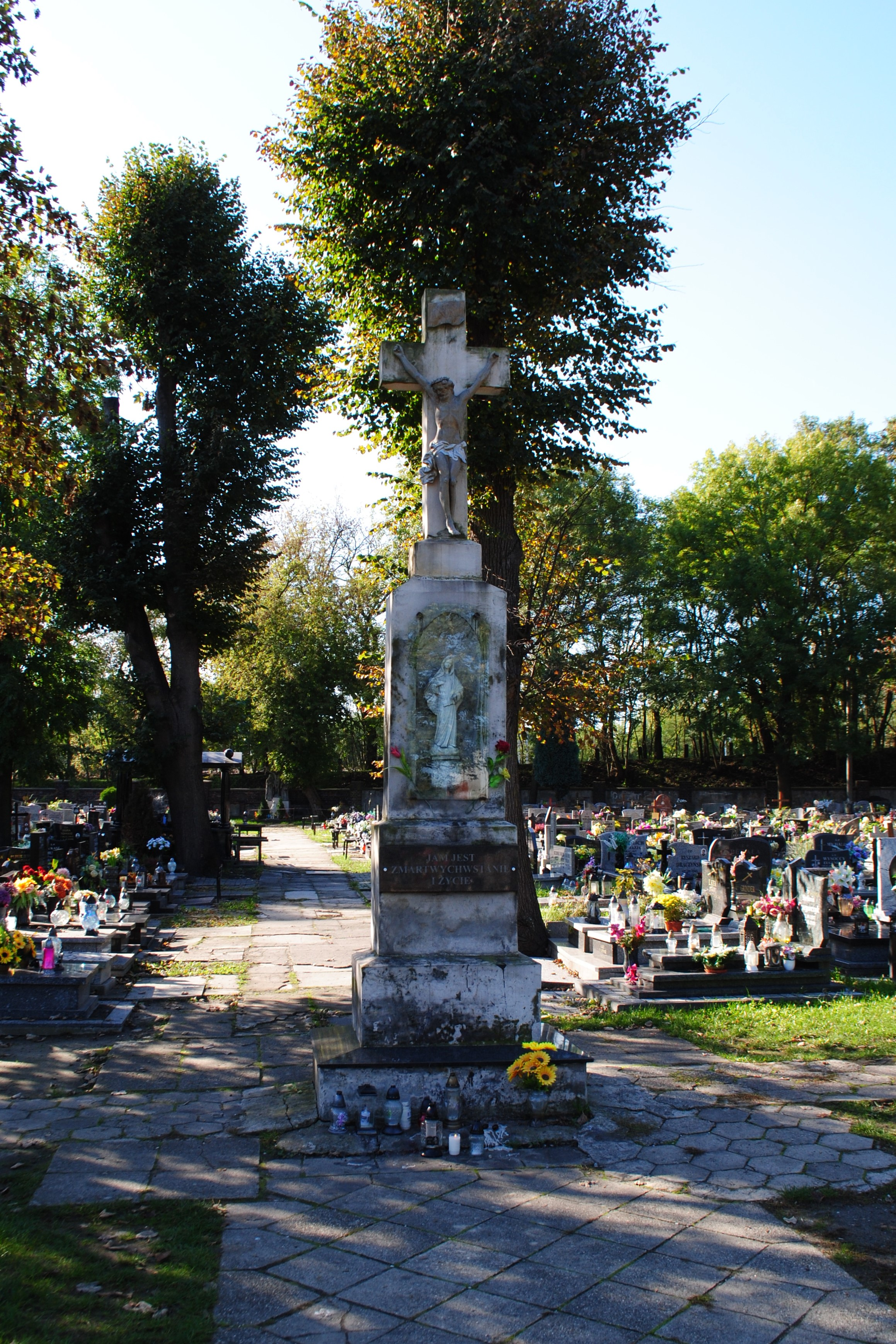
Krzyż w centralnej części cmentarza (2024)
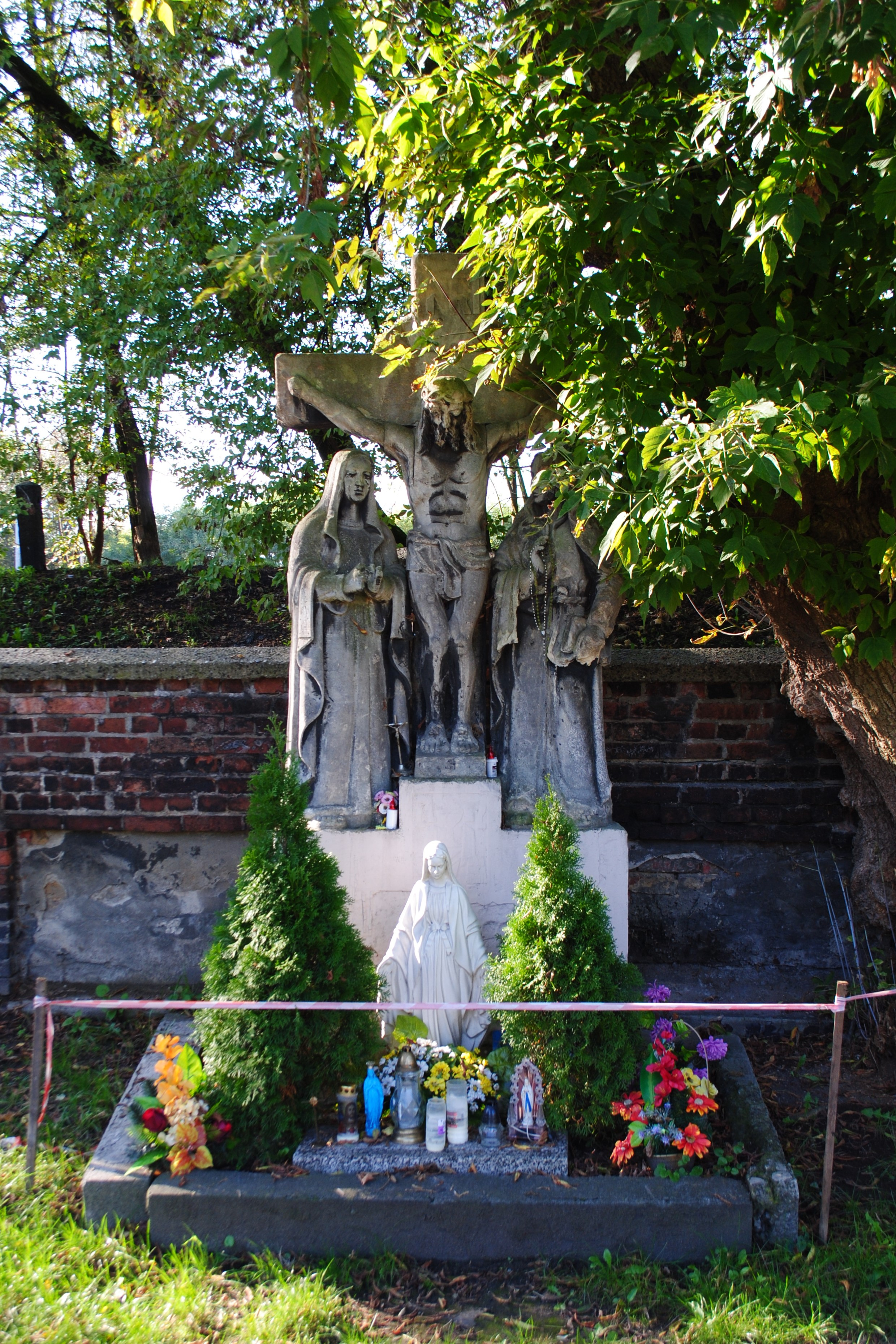
Krzyż w południowej części cmentarza (2024)
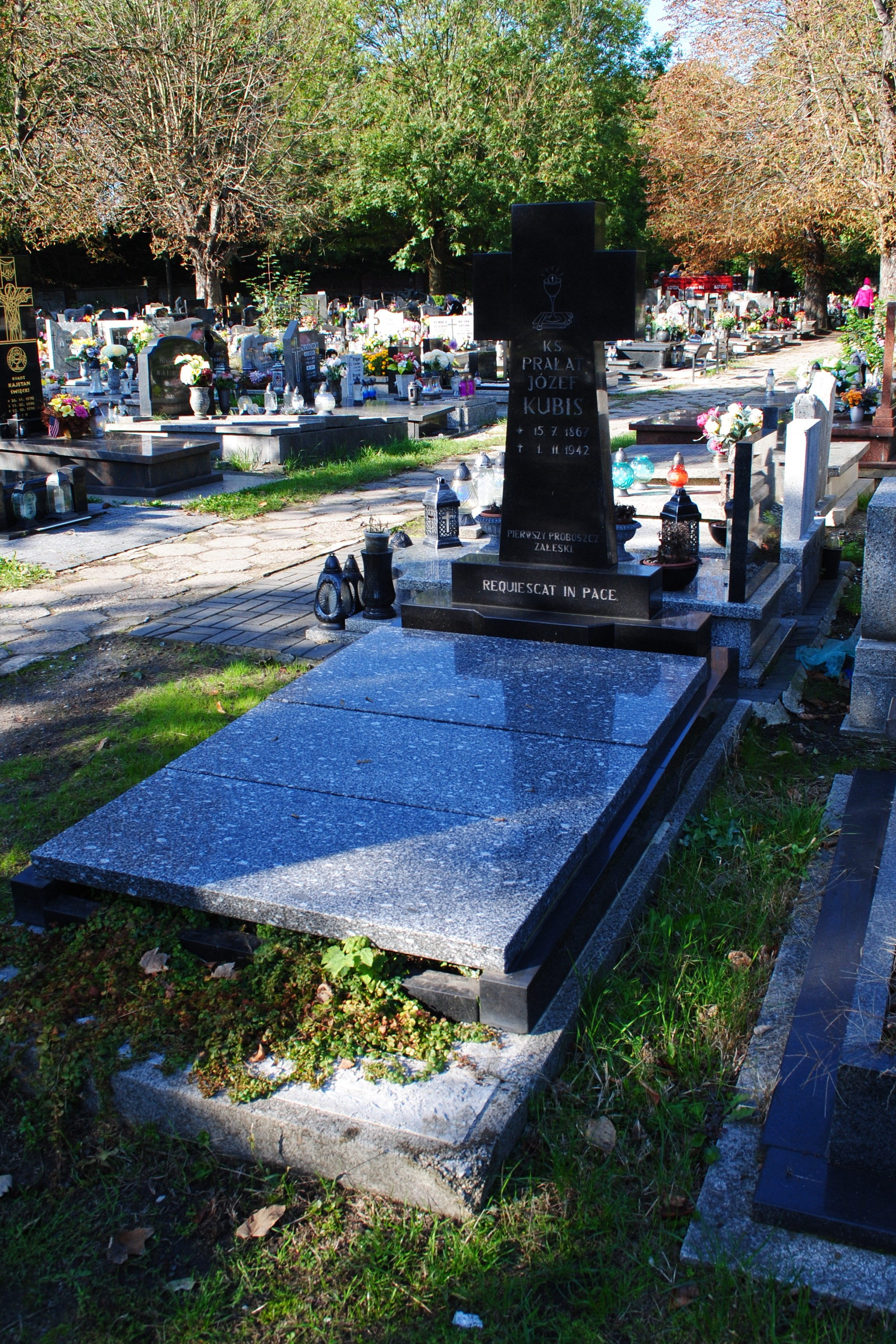
Nagrobek ks. prałata Józefa Kubisa (2024)
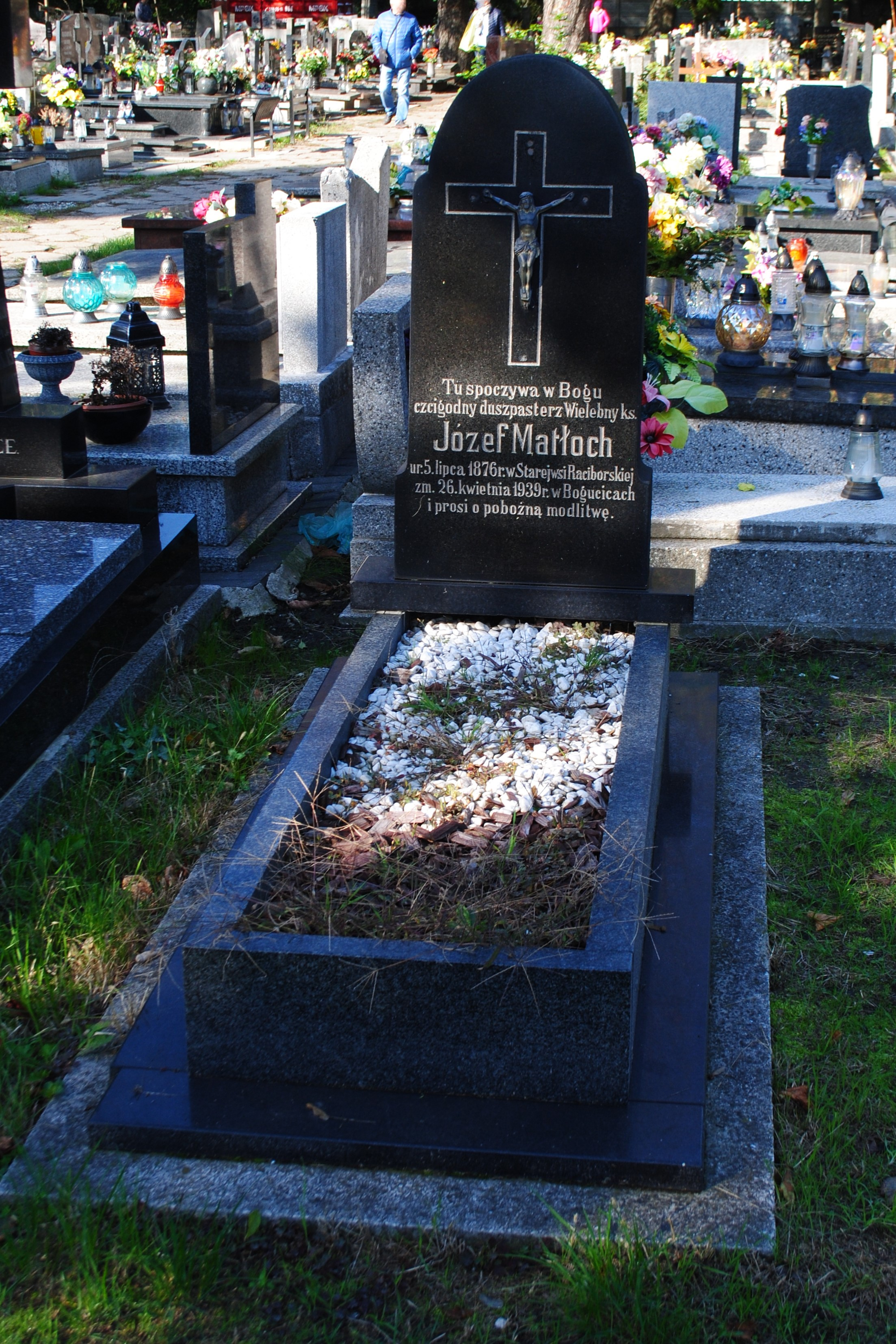
Nagrobek ks. Józefa Matłocha (2024)
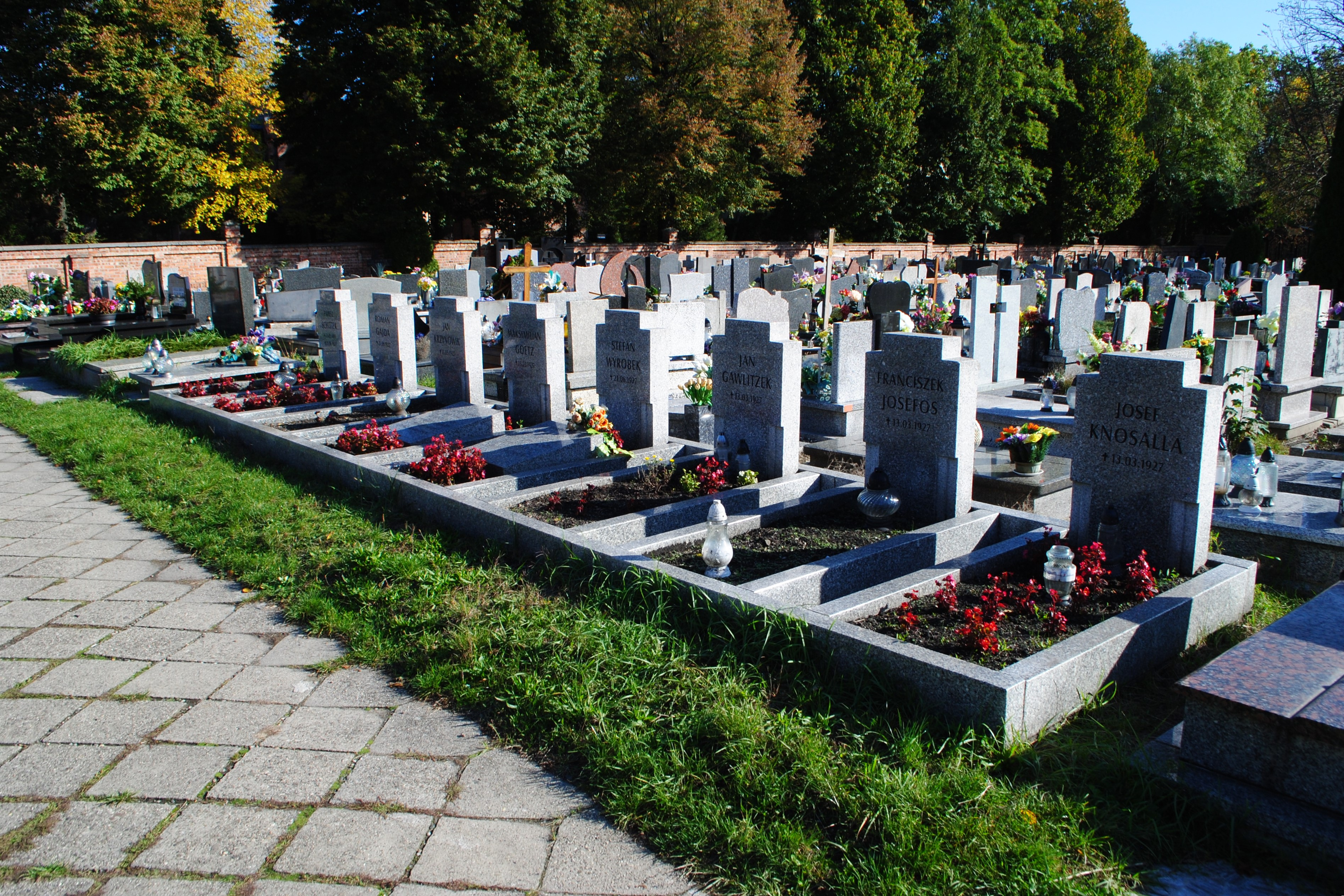
Nagrobki górników zmarłych w wypadkach kopalnianych (2024)